# Полтава-Киевская
Полта́ва-Ки́евская (укр. Полта́ва-Ки́ївська) — железнодорожная станция и пассажирский вокзал Полтавской дирекции Южной железной дороги на линии Полтава — Ромодан, за 18 км от ст. Полтава-Южная, за 113 км от ст. Ромодан. Находится в Киевском районе города Полтава.
В 90-х гг. XIX в. началось строительство линии Киев — Полтава — Лозовая частной Московско-Киево-Воронежской железной дороги. Вокзал и станция этой дороги в Полтаве окончательно сданы в эксплуатацию в 1901 году. В этом же году началось регулярное движение поездов по линии Киев — Полтава, в 1903 году — по линии Полтава — Лозовая.
После революции станция, получившая название Полтава-Киевская, и вся линия до ст. Дарница отошли к Южной железной дороге с центром в Харькове.
В 1933 г. участок Ромодан — Гребёнка — Дарница общей длиной 206,27 км отошёл к Юго-Западной железной дороге (Киев). Участок Ромодан — Гребёнка вскоре был возвращен в состав ЮЖД. Станция Полтава-Киевская при этом, как и вся линия Полтава — Ромодан, находилась в составе ЮЖД.
Во время Великой Отечественной войны, по линии, на которой находится станция, велось наступление фашистской армии. 23 сентября 1943 года Полтава была освобождена. В послевоенное время станция и вокзал были полностью восстановлены.
Новое здание пассажирского вокзала было сооружено в 1965 году архитектором Зинаидой Котляровой. К вокзалу была проведена первая троллейбусная линия № 1 (существующая и поныне), которая связала оба городских вокзала.
Со временем станция стала одной из крупнейших товарных станций Украины. Возле станции построены турбомеханический, маслоэкстракционный заводы, хлебозавод, мясокомбинат и другие. К заводам проложены подъездные пути. В данный момент рядом со станцией также функционирует крупный кондитерский завод.
На станции базируется Полтавская механизированная дистанция погрузочно-разгрузочных работ (МЧ-4).
В 2002 году закончилась электрификация линии Сагайдак — Полтава-Киевская, проведена реконструкция вокзального комплекса, привокзальной площади.
11 июля того же года станция торжественно встретила первый украинский скоростной поезд — «Столичный экспресс» № 161/162 сообщением Харьков — Киев. Таким образом, Полтава стала вторым городом на Украине, принявшим скоростной экспресс. С 2002 года скоростной поезд стал ходить ежедневно. В ноябре 2002 года началось движение второго «Столичного экспресса» № 163/164 сообщением Харьков — Киев.
Для обслуживания устройств контактной сети, линий автоблокировки и продольного электроснабжения в 2002 году на станции был создан Полтавский район контактной сети (ЭЧК-9), являющийся структурным подразделением Полтавской дистанции электроснабжения (ЭЧ-4). Возглавил ЭЧК-9 Почётный железнодорожник С. С. Писецкий.
В 2002 году коллектив станции Полтава-Киевская стал победителем отраслевого соревнования среди товарных станций на сети железных дорог Украины.
В мае 2003 года началось ежедневное курсирование электропоездов ЭР9М, ЭР9П депо Гребёнка по маршруту Гребёнка — Полтава-Киевская.
В марте 2006 года на ст. Полтава-Киевская состоялось торжественное открытие движения ускоренного поезда № 179/180 «Лтава» по маршруту Полтава — Киев.
В мае 2007 года началось движение электропоездов от Полтавы-Киевской до станций Вакуленцы и Коломак.

## Движение пассажирских поездов
По состоянию на 2025 год вокзал отправляет и принимает следующие поезда:
| № поезда                | Маршрут                   | № поезда                | Маршрут                   |
| ----------------------- | ------------------------- | ----------------------- | ------------------------- |
| 1                       | Харьков — Ворохта         | 2                       | Ворохта — Харьков         |
| 15 «Лесь Курбас»        | Харьков — Ясиня           | 16 «Лесь Курбас»        | Ясиня — Харьков           |
| 17 «Сковорода Экспресс» | Харьков — Ужгород         | 17 «Сковорода Экспресс» | Ужгород — Харьков         |
| 21                      | Харьков — Львов           | 22                      | Львов — Харьков           |
| 63 «Оберег»             | Харьков, Киев — Львов     | 64 «Оберег»             | Львов, Киев — Харьков     |
| 73                      | Харьков — Пшемысль        | 74                      | Пшемысль — Харьков        |
| 93                      | Харьков — Хелм            | 94                      | Хелм — Харьков            |
| 101                     | Херсон, Киев — Краматорск | 102                     | Краматорск — Киев, Херсон |
| 112                     | Изюм — Киев, Львов        | 112                     | Львов, Киев — Изюм        |
| 129                     | Полтава — Ужгород         | 129                     | Ужгород — Полтава         |
| 145                     | Харьков — Черновцы        | 146                     | Черновцы— Харьков         |
| 712 Интерсити+          | Киев — Краматорск         | 712 Интерсити+          | Краматорск — Киев         |
| 719 Интерсити+          | Харьков — Киев            | 720 Интерсити+          | Киев — Харьков            |
| 722 Интерсити+          | Харьков — Киев            | 723 Интерсити+          | Киев — Харьков            |
| 724 Интерсити+          | Харьков — Киев            | 725 Интерсити+          | Киев — Харьков            |

В 2023 году вокзал отправлял и принимал следующие поезда:
| № поезда                | Маршрут                   | № поезда                | Маршрут                   |
| ----------------------- | ------------------------- | ----------------------- | ------------------------- |
| 1                       | Ивано-Франковск — Харьков | 7                       | Харьков — Ивано-Франковск |
| 15 «Владислав Зубенко»  | Рахов — Харьков           | 16 «Владислав Зубенко»  | Харьков — Рахов           |
| 17 «Сковорода Экспресс» | Харьков — Ужгород         | 17 «Сковорода Экспресс» | Ужгород — Харьков         |
| 21                      | Харьков — Трускавец       | 22                      | Трускавец — Харьков       |
| 63 «Оберег»             | Харьков — Киев            | 64 «Оберег»             | Киев — Харьков            |
| 93                      | Харьков — Хелм            | 94                      | Хелм — Харьков            |
| 112                     | Изюм — Киев               | 112                     | Киев — Изюм               |
| 149                     | Полтава — Черновцы        | 150                     | Черновцы— Полтава         |
| 712 Интерсити+          | Киев — Краматорск         | 712 Интерсити+          | Краматорск — Киев         |
| 722 Интерсити+          | Харьков — Киев            | 723 Интерсити+          | Киев — Харьков            |
| 724 Интерсити+          | Харьков — Киев            | 725 Интерсити+          | Киев — Харьков            |

В 2021 году вокзал отправлял и принимал следующие поезда:
| № поезда               | Маршрут                          | № поезда               | Маршрут                          |
| ---------------------- | -------------------------------- | ---------------------- | -------------------------------- |
| 1                      | Ивано-Франковск — Константиновка | 2                      | Константиновка — Ивано-Франковск |
| 15 «Владислав Зубенко» | Рахов — Харьков                  | 16 «Владислав Зубенко» | Харьков — Рахов                  |
| 17 «Мрия»              | Харьков — Ужгород                | 18 «Мрия»              | Ужгород — Харьков                |
| 20                     | Киев — Попасная                  | 20                     | Попасная — Киев                  |
| 63 «Оберег»            | Харьков — Киев                   | 64 «Оберег»            | Киев — Харьков                   |
| 126                    | Киев — Константиновка            |                        |                                  |
| 137 «Максим Яровець»   | Лисичанск — Хмельницкий          | 138 «Максим Яровець»   | Хмельницкий — Лисичанск          |
| 142                    | Бахмут — Львов                   | 142                    | Львов — Бахмут                   |
| 149                    | Ворохта — Полтава                | 150                    | Полтава — Ворохта                |
| 719 Интерсити+         | Харьков — Киев                   | 720                    | Киев — Харьков                   |
| 721 Интерсити+         | Харьков — Киев                   | 722                    | Киев — Харьков                   |
| 723 Интерсити+         | Харьков — Киев                   | 724                    | Киев — Харьков                   |
| 725 Интерсити+         | Харьков — Киев                   | 726                    | Киев — Харьков                   |
| 727 Интерсити+         | Харьков — Киев                   | 728                    | Киев — Харьков                   |

| Пригородное    | Пригородное              |
| № поезда       | Маршрут                  |
| -------------- | ------------------------ |
| 6362/6722/6354 | Гребёнка — Огульцы       |
| 6724           | Ромодан — Полтава-Южная  |
| 6721/6363      | Полтава-Южная — Гребёнка |
| 6725           | Полтава-Южная — Ромодан  |
| 6366/6728      | Гребёнка — Полтава-Южная |
| 6727           | Полтава-Южная — Гребёнка |